# Alpinia diffissa
Alpinia diffissa är en enhjärtbladig växtart som beskrevs av William Roscoe. Alpinia diffissa ingår i släktet Alpinia och familjen Zingiberaceae. Inga underarter finns listade i Catalogue of Life.